# Hydraena bononiensis
Hydraena bononiensis är en skalbaggsart som beskrevs av Binaghi 1960. Hydraena bononiensis ingår i släktet Hydraena och familjen vattenbrynsbaggar. Inga underarter finns listade i Catalogue of Life.